# Turkcell
Turkcell – turecki operator komórkowy, liczący w 2011 34,4 mln abonentów (30 września 2011). Został założony w lutym 1994 i tworzy 52,4% rynku. Jego konkurentami są Vodafone (27,9%) i Avea (19,7%). Jest pierwszą turecką siecią notowaną na New York Stock Exchange od 11 lipca 2000. Obejmuje zasięgiem 97,21% ludności i 80,44% kraju. Poza Turcją świadczy swoje usługi na terenie Gruzji, Azerbejdżanu, Kazachstanu i Mołdawii. Umożliwia też roaming z 605 operatorów w 201 krajach świata.
Jest oficjalnym sponsorem tureckiej reprezentacji piłkarskiej, koszykarskiej i 14 z 18 klubów Turkish Super League, a także festiwali Istanbul International Film Festival i Istanbul International Jazz Festival. W latach 1999–2003 finansował odnowienie starożytnych budowli w Bodrum.